# Liste der Kulturdenkmale in Walditz
In der Liste der Kulturdenkmale in Walditz sind die Kulturdenkmale des Frohburger Ortsteils Walditz verzeichnet, die bis Juni 2024 vom Landesamt für Denkmalpflege Sachsen erfasst wurden (ohne archäologische Kulturdenkmale). Die Anmerkungen sind zu beachten.
Diese Aufzählung ist eine Teilmenge der Liste der Kulturdenkmale in Frohburg.

## Walditz
| Bild                                    | Bezeichnung                                                                                          | Lage              | Datierung                                                                | Beschreibung | ID       |
| --------------------------------------- | --- | ----------------- | ------------------------------------------------------------------------ | --- | -------- |
| Direkt Bild zu diesem Denkmal hochladen | Wohnstallhaus und Seitengebäude eines ehemaligen Vierseithofes                                       | Walditz 1 (Karte) | Bezeichnet mit 1824 (Wohnstallhaus); bezeichnet mit 1871 (Seitengebäude) | Regionaltypische Putzbauten, stattliches Wohnstallhaus mit Segmentbogenportalen, Seitengebäude mit großer Tordurchfahrt, bau- und ortsgeschichtlich von Bedeutung. Massivbauten mit sorgfältig gestalteten Porphyrtuffgliederungen, korbbogiges Porphyrtuffgewände im Wohnhaus bezeichnet im Schlussstein mit 1824, Stallgebäude mit Durchfahrt bezeichnet im Schlussstein mit 1871. | 08971471 |
| Direkt Bild zu diesem Denkmal hochladen | Mühle und dazugehörige Scheune des Mühlenanwesens                                                    | Walditz 2 (Karte) | 1883                                                                     | Ehemalige Mahl- und Schneidemühle, Mühlengebäude mit Fachwerk-Obergeschoss, Straßengiebel verschiefert (Ziergiebel), Fachwerk-Scheune, bau- und ortsgeschichtlich von Bedeutung. Urkundlich 1548, erbaut 1883, bis 1983 mit Wasserkraft, dann mit Elektromotor, Mühlentechnik nicht erhalten, Rest eines oberschlächtigen Wasserrades und Turbine. | 08971469 |
| Direkt Bild zu diesem Denkmal hochladen | Torhausruine, Wohnstallhaus und Seitengebäude eines ehemaligen Vierseithofes                         | Walditz 3 (Karte) | Bezeichnet mit 1751 (Torhaus); bezeichnet mit 1854 (Wohnstallhaus)       | Großer ortsbildprägender Bauernhof, wertvolles Torhaus des 18. Jahrhunderts, Wohnstallhaus mit Fachwerk-Obergeschoss und Türgewände mit gerader Verdachung, zweites Seitengebäude massiv und mit großer Tordurchfahrt zu den Feldern, bau- und ortsgeschichtlich von Bedeutung. Torhaus mit abgetragenem Dach, hofseitig mit drei rundbogigen Türen mit Porphyrtuffgewände. In Balken über Durchfahrt: „G.R.B.H. / 1751 / G.D.D. Z.M.S.“ (Hofseite) Wohnhaus einfaches Fachwerk, Türen mit Porphyrtuff-Bedachung. Seitliches Torhaus massiv. Dach von Torhaus eingestürzt, viertes Gebäude abgebrochen. | 08971470 |
|                                         | Seitengebäude (mit Oberlaube) und Scheune eines Vierseithofes dazu Feldscheune unmittelbar am Gehöft | Walditz 7 (Karte) | 18. Jahrhundert (Seitengebäude); um 1850 (Feldscheune)                   | Seitengebäude mit Fachwerk-Obergeschoss und durchlaufender, vorkragender Oberlaube (Seltenheitswert), Scheune massiv mit Porphyrtuffgliederungen und Tordurchfahrt, Feldscheune massiv mit Drillingsfenster (Palladio-Motiv) im Giebel, stattlicher Bauernhof in markanter Höhenlage am Dorfende, bau- und heimatgeschichtlich von Bedeutung. Wohnhaus um 1850, verändert, kein Denkmal. | 08971473 |
| Direkt Bild zu diesem Denkmal hochladen | Scheune und zwei Seitengebäude (eines mit Kumthalle) eines Vierseithofes sowie Hofpflasterung        | Walditz 9 (Karte) | Bezeichnet mit 1806 (Scheune); um 1840 (Seitengebäude)                   | Nördliches Stallgebäude mit Fachwerk-Obergeschoss und Kumthalle, Schlussstein mit springendem Pferd, Schlussstein mit Vogelbaum im massivem, südlichen Seitengebäude, außen zugemauerter Torbogen der ehemaligen Durchfahrt mit Blumenkorb im Schlussstein, Fachwerk-Scheune, schöne geschlossene Hofanlage aus der ersten Hälfte des 19. Jahrhunderts in dominierender Höhenlage, bau- und ortsgeschichtlich von Bedeutung. Wohnhaus Zweifelsfall, jedoch mit Kreuzgewölbe im ganzen Hausflur! Ursprünglich korbbogiges Gewände an der Haustür (entfernt).                                             | 08971472 |

## Tabellenlegende
- Bild: Bild des Kulturdenkmals, ggf. zusätzlich mit einem Link zu weiteren Fotos des Kulturdenkmals im Medienarchiv Wikimedia Commons. Wenn man auf das Kamerasymbol klickt, können Fotos zu Kulturdenkmalen aus dieser Liste hochgeladen werden:
- Bezeichnung: Denkmalgeschützte Objekte und ggf. Bauwerksname des Kulturdenkmals
- Lage: Straßenname und Hausnummer oder Flurstücknummer des Kulturdenkmals. Die Grundsortierung der Liste erfolgt nach dieser Adresse. Der Link (Karte) führt zu verschiedenen Kartendiensten mit der Position des Kulturdenkmals. Fehlt dieser Link, wurden die Koordinaten noch nicht eingetragen. Sind diese bekannt, können sie über ein Tool mit einer Kartenansicht einfach nachgetragen werden. In dieser Kartenansicht sind Kulturdenkmale ohne Koordinaten mit einem roten bzw. orangen Marker dargestellt und können durch Verschieben auf die richtige Position in der Karte mit Koordinaten versehen werden. Kulturdenkmale ohne Bild sind an einem blauen bzw. roten Marker erkennbar.
- Datierung: Baubeginn, Fertigstellung, Datum der Erstnennung oder grobe zeitliche Einordnung entsprechend des Eintrags in der sächsischen Denkmaldatenbank
- Beschreibung: Kurzcharakteristik des Kulturdenkmals entsprechend des Eintrags in der sächsischen Denkmaldatenbank, ggf. ergänzt durch die dort nur selten veröffentlichten Erfassungstexte oder zusätzliche Informationen
- ID: Vom Landesamt für Denkmalpflege Sachsen vergebene, das Kulturdenkmal eindeutig identifizierende Objekt-Nummer. Der Link führt zum PDF-Denkmaldokument des Landesamtes für Denkmalpflege Sachsen. Bei ehemaligen Kulturdenkmalen können die Objektnummern unbekannt sein und deshalb fehlen bzw. die Links von aus der Datenbank entfernten Objektnummern ins Leere führen. Ein ggf. vorhandenes Icon  führt zu den Angaben des Kulturdenkmals bei Wikidata.